# Autostrada A64 (Niemcy)
Autostrada A64 (niem. Bundesautobahn 64 (BAB 64) także Autobahn 64 (A64)) – autostrada w Niemczech prowadząca z zachodu na wschód, od granicy z Luksemburgiem koło Langsur do skrzyżowania z drogą B52 w Nadrenii-Palatynacie. Planowane jest przedłużenie biegu autostrady do autostrady A1 koło Schweich.

## Odcinki międzynarodowe
Autostrada w całości jest częścią trasy europejskiej E44.